# Dronningkrona
El Dronningkrona és una muntanya de 1.816 metres d'altura situada al municipi de Sunndal, al comtat noruec de Møre og Romsdal. La muntanya està situada a la serra de Trollheimen. El seu pic veí és el Kongskrona (1.816m) que supera el Dronningkrona per 2 metres.